# Lago Tenaya
El lago Tenaya es un lago de Estados Unidos, situado en el estado de California.
Se encuentra dentro del Parque nacional de Yosemite, entre el Valle de Yosemite y Tuolumne Meadows. Fue creado por un brazo del glaciar de Tuolumne, cuando pasó por el Cañón de Tenaya. El lago desagua a través del Tenaya Creek, que atraviesa el Cañón de Tenaya, en el Valle de Yosemite. La superficie del lago se encuentra a una altitud de 2.484 metros sobre el nivel del mar.
El lago Tenaya se llamó así por el jefe indio Tenaya, que se encontró con el Batallón Mariposas en las proximidades del lago. Irónicamente, Tenaya protestó porque el lago ya tenía un nombre: Pie-we-ack, o el Lago de las Rocas Brillantes. El nombre original ahora está colocado en una montaña de granito al este del lago.

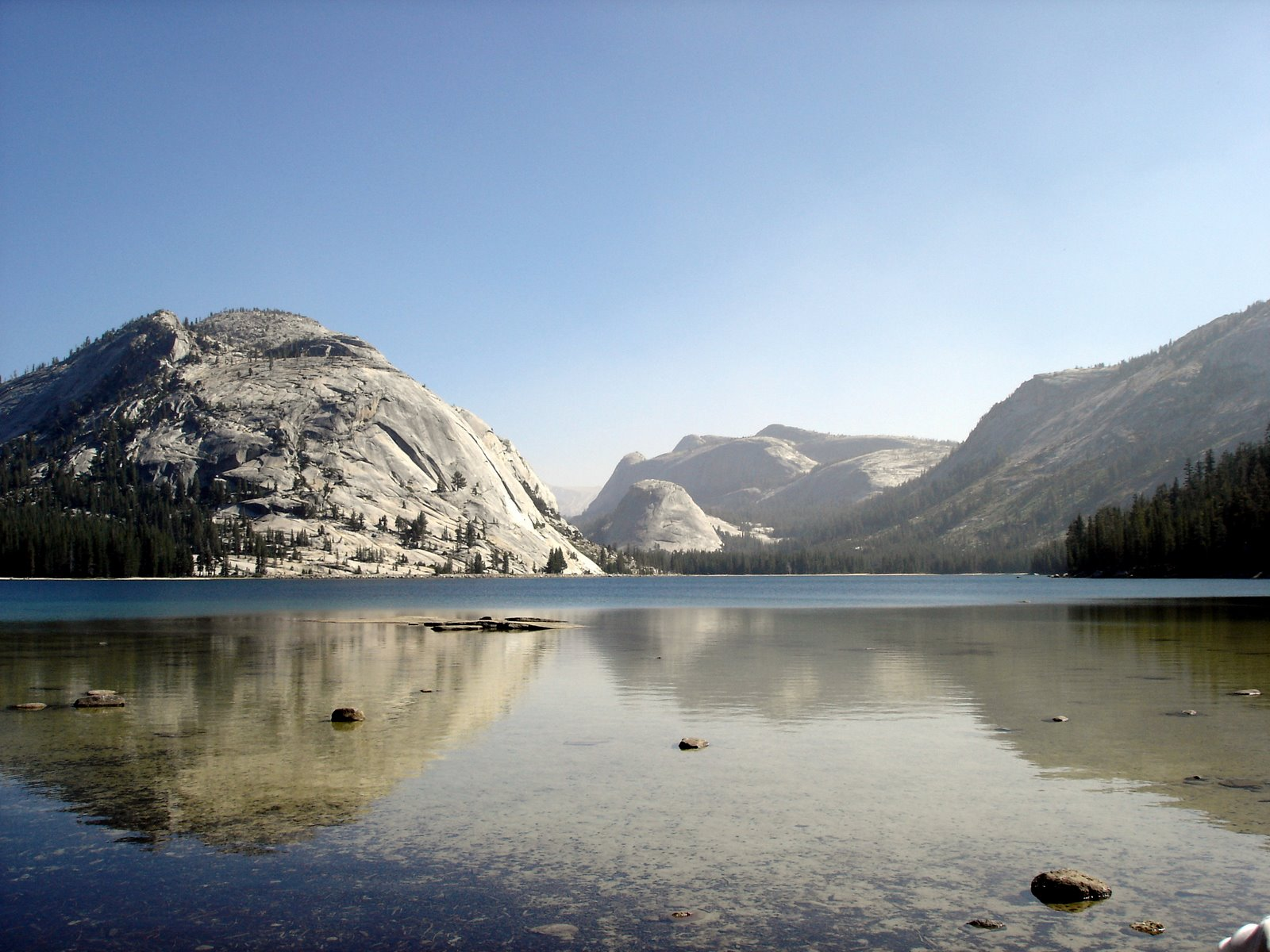
Vista de la zona suroeste del lago, con las montañas de granito.